# Őrült randi Toszkánában
Az Őrült randi Toszkánában (eredeti cím: Spin Me Round) 2022-ben bemutatott amerikai filmvígjáték, amelyet Jeff Baena és Alison Brie forgatókönyvéből Baena rendezett, akinek ez volt az utolsó filmje a 2025-ben bekövetkezett halála előtt. A főbb szerepekben Brie, Alessandro Nivola, Molly Shannon, Lil Rel Howery és Aubrey Plaza látható.
Világpremierje 2022. március 12-én volt a South by Southwest fesztiválon. Az IFC Films 2022. augusztus 19-én mutatta be a mozikban, míg az AMC+ Video on Demand szolgáltatáson keresztül tette elérhetővé. Magyarországon az HBO Max mutatta be 2023. június 2-án.

## Cselekmény
Amber menedzserként dolgozik a Tuscan Grove nevű olasz étteremlánc egyik egységében, Bakersfieldben. Főnöke ajánlására minden költséget fedező utat kap Olaszországba, hogy részt vegyen a Tuscan Grove menedzserképző programjában, és találkozzon a vezérigazgatóval, Nick Martuccival. Barátnője, Emily megjósolja, hogy Amber szerelemre talál majd az úton. Amikor Amber megérkezik Olaszországba, a programfelügyelő Craig begyűjti az összes résztvevő útlevelét. Az online hirdetett rusztikus hangulat helyett a résztvevők egy vállalati motelben szállnak meg, és azt mondják nekik, csak engedéllyel hagyhatják el a területet. A csoport megkezdi az órákat Liz Bence, a vezető séf irányításával, ám ezeket megszakítja Nick és asszisztense, Kat érkezése. Nick furcsán reagál, amikor találkozik Amberrel, azt mondja, a lány hasonlít az elhunyt húgára.
Kat kihívja Ambert az óráról, és meghívja egy bárba Luccában, de a tervet kihallgatja Deb, aki elmondja a többi menedzsernek, így az este végül csak egy látogatás lesz a Tuscan Grove kampuszán található „bárban”. Másnap reggel Kat korán felébreszti Ambert, és egy jachthoz viszi, ahol Nick már vár rájuk. Amber és Nick meghitt beszélgetést folytatnak, majd megcsókolják egymást. Nick meghívja Ambert egy bulira, de kéri, hogy ne mondja el a többieknek. Másnap Kat elviszi Ambert a rigolii partira, ahol táncol a házigazda Ricky fiával, de emiatt a fiú szeretője számonkéri. Kat ezután kimenti Ambert, és egy klubba, majd egy éjjeli étkezdébe viszi. A két nő megcsókolja egymást, de Amber megállítja őket. Kat ekkor azt mondja, hogy Nick önző, és hogy Amber nem az első nő, akivel így viselkedett. Másnap reggel Amber egyedül ébred egy furgonban. Később aznap látja, ahogy Kat Susie-val együtt elhajt.
Susie másnap nem jelenik meg az órán, és Jen is hamarosan távozik, mire Amber megosztja gyanúját Dana nevű menedzsertársával, hogy valami nincs rendben. Dana szerint Nick állhat az események mögött, de Amber ezt nem hajlandó elhinni, és inkább Katet okolja. Dana titokban beoson a program irodájába, ahol korábbi résztvevőkről készült képeket talál. Arra gyanakszik, hogy őt és Frant a nevük miatt választották ki, mivel az alapján nőnek hitték őket. Amber meglátja, ahogy Nick elhajt Jennel, és követi őket, majd szembesíti a férfit a jachtján. Nick azzal vádolja Ambert, hogy el akarja őt taszítani, és elárulja, hogy kirúgta Katet, mivel szerinte labilis volt. Amber és Dana követelik Craigtől az útleveleiket, de ő próbálja lebeszélni őket, mondván: "ne borítsák fel a hajót". Később Nick megjelenik egy csoportos gyilkosos nevű játék során, és Dana szembesíti őt a viselkedésével. Nick ekkor összeomlik, és elmondja, hogy eredetileg magas színvonalú éttermet akart létrehozni, de abból gyorsétteremlánc lett. Aznap este Dana kisurran Nick villájában tartott bulira, ahol fegyveres férfiakat lát. Visszatér Amberrel, és felfedezik, hogy Liz Bence, akit napok óta nem láttak, meg van kötözve és be van tömve a szája. Dana megpróbálja kiszabadítani, de sikoly hallatszik. Amikor Amber odaér, Debet találja Dana eszméletlen teste fölött térdelve. Amber visszatér a motelbe és elhozza Frant, ketten együtt felfedezik Jen holttestének tűnő testét az ágyában.
Amber és Fran visszatérnek a villához, ahol megtalálják a félájult Danát, aki elmondja, hogy vadkanok támadták meg. Elbújnak a villában, de bent orgiára bukkannak, amelyen részt vesz Nick, a családtagjai, Liz Bence, és Ricky partijának vendégei, az egészet Craig rögzíti videón. A partit hirtelen vadkanok rohama szakítja félbe, a vendégek szétszélednek, és ez lehetőséget ad Ambernek, hogy értesítse a rendőrséget. Kiderül, hogy Jen csak aludt, nem halt meg, és Susie csupán spontán útra indult Genovába, ez magyarázza eltűnését. A csoport tagjai hazatérnek, Craig pedig emlékezteti őket, hogy mindannyian titoktartási szerződést írtak alá. Visszatérve Bakersfieldbe, Nick váratlanul megjelenik a Tuscan Grove étteremben, és megbocsátást kér Ambertől, valamint hogy folytassák a kapcsolatukat. Amber azonban elutasítja, és mosolyogva tér vissza a munkájához.

## Szereplők
| Szerep        | Színész           | Magyar hang            |
| ------------- | ----------------- | ---------------------- |
| Amber         | Alison Brie       | Kelemen Kata           |
| Nick Martucci | Alessandro Nivola | Fekete Ernő            |
| Ricky         | Fred Armisen      | Minárovits Péter       |
| Fran          | Tim Heidecker     | Fesztbaum Béla         |
| Sofia         | Tricia Helfer     |                        |
| Jen           | Ayden Mayeri      |                        |
| Emily         | Ego Nwodim        |                        |
| Jake          | Jake Picking      |                        |
| Susie         | Debby Ryan        | Bogdányi Titanilla     |
| Deb           | Molly Shannon     | Csere Ágnes            |
| Craig         | Ben Sinclair      | Horváth-Töreki Gergely |
| Liz Bence     | Lauren Weedman    | Fehér Anna             |
| Dana          | Zach Woods        | Kovács Lehel           |
| Paul          | Lil Rel Howery    | Elek Ferenc            |
| Kat           | Aubrey Plaza      | Nemes Takách Kata      |

### Magyar változat
- Bemondó: Galambos Péter
- Magyar szöveg: Sárai Erika
- Hangmérnök: Fogas Ákos
- Vágó: Sári-Szemerédi Gabriella
- Gyártásvezető: Hódos Edina
- Szinkronrendező: Földi Levente
- Produkciós vezető: Várkonyi Krisztina

A szinkront a Mafilm Audio Kft. készítette el.

## A film készítése
Jeff Baena először a Bővérű nővérek forgatása után jutott eszébe az Őrült randi Toszkánában ötlete, amikor olvasott egy olasz étteremláncról, amely Olaszországban tartott vezetői tréninget, ami jóval elmaradt a elvárásoktól. Mivel ezt vicces feltevésnek tartotta, és azt akarta leírni, hogy ez mennyire rossz lehet, a reductio ad absurdum érvelési elvet követve kidolgozta a lehető legabszurdabb utazás ötleteit. 2016-ban kezdte el megírni, elkészített egy 15 oldalas vázlatot, és kezdetben Alison Brie-t kérte meg, hogy barátként adjon tanácsot a „nem éppen ideális partnerekkel” kapcsolatban. A páros közösen írta a 2020-as A lovas lány című filmet, majd Baena „ösztönösen” elvitte a Spin Me Round vázlatát Brie-nek, hogy megnézze, érdekli-e a film elkészítése, és együtt további részletekkel egészítették ki a vázlatot, így az 35 oldalra bővült.
Ezután 2020 nyarán Olaszországban kellett volna forgatni; az olaszországi COVID-19 járvány miatt elhalasztásra került. Baena és Brie kihasználták a csúszást, hogy a film vázlatát részletesebb forgatókönyvvé bővítsék, elsősorban azért, mert volt rá idejük, bár Baena megjegyezte, általában könnyebb volt finanszírozást szerezni egy teljes forgatókönyvhöz. Aubrey Plaza színésznő, aki egyben Baena élettársa is, megjegyzéseket fűzött a forgatókönyvhöz, és mindhárman részt vettek a Cinema Toast című televíziós műsorban, amelyet Baena „a kreativitás fenntartásának módjaként” készített, miközben a Spin Me Round gyártása nem tudott megkezdődni. Baena és Brie a forgatókönyvet Zoom-on keresztül folytatott beszélgetések során írták meg. Brie elmondta, mivel kreatív folyamatuk csupán beszélgetésből állt, ez alig különbözött attól, mintha korábban egy szobában ülve írták volna meg együtt. A filmet 2021 májusában jelentették be, amikor megkezdődött a forgatás: szándékosan 2017-ben játszódik, utalva a Me Too-mozgalom növekedésére; Brie elárulta, ez és a „vállalati kényszer összeesküvés” közvetlenül utalnak saját életének személyes eseményeire. 

### Szereplőválogatás
Miután más független filmjeiben is hasonló, gyakran együtt dolgozó stábbal dolgozott, Baena azt szerette volna, ha „a karaktereket a színészekhez igazítják, és a szerepeket úgy osztják el, hogy azok tükrözzék a színészek sokoldalúságát”, ismerve a színészek képességeit és jellemzőit, valamint a felkészülés és a forgatás során tapasztalható időkorlátokat. A színészekkel folytatott beszélgetéseket is felhasználta, hogy segítsen nekik megismerni a szerepüket. Brie ismét a főszerepet játszotta és Baena forgatókönyvíróként is közreműködött, Plaza pedig – miután A lovas lányban nem kapott szerepet – visszatért a filmbe. 2021 májusában bejelentették, hogy Alessandro Nivola, Molly Shannon és Lil Rel Howery is szerepelni fog a projektben. Ez volt a negyedik alkalom, hogy Baena Brie-t, Plaza-t és Shannon-t a nagyképernyőre vitte.

### Forgatás
A forgatás 2021 júniusában kezdődött Olaszországban és 22 napig tartott, annak ellenére, hogy a költségvetés 27 nappal és hosszabb munkaidővel készült. Mivel ismét teljes forgatókönyv állt rendelkezésre, és a forgatási idő korlátozott volt, a stáb többnyire a forgatókönyvhöz ragaszkodott, bár megpróbálták lehetővé tenni a komikus szereplőknek az improvizációt, és rájöttek, hogy „néha könnyű volt olyan helyeket találni, ahol Molly Shannon bizonyos pillanatokban szabadjára engedhette a fantáziáját”.

## Bemutató
Az Őrült randi Toszkánában világpremierje 2022. március 12-én volt a South by Southwest fesztiválon. 2022. augusztus 19-én mutatta be az IFC Films a mozikban, míg az AMC+ Video on Demand szolgáltatáson keresztül tette elérhetővé.

## Fogadtatás
A Rotten Tomatoes weboldalon 47%-os értékelést kapott 86 kritika alapján, az átlagértékelése 5,4 pont a 10-ből. Az oldal szöveges összefoglalója szerint: „Bár nem éri el teljes potenciálját, a Spin Me Round mégis egy szédítően szórakoztató vígjáték marad, amelyet Alison Brie és Aubrey Plaza alakítása emel ki.” A Metacritic oldalon 100-ból 58 pontot kapott 23 pozitív kritika alapján, ami „vegyes vagy átlagos értékelést” jelent.
A kritikusok a történetet „provokatív #MeToo-nyilatkozatnak” nevezték. A The Hollywood Reporter úgy vélte, hogy ez Baena filmjei közül a „legszórakoztatóbb, de egyben a legkönnyedebb” is.